# Cephalaria sparsipilosa
Cephalaria sparsipilosa är en tvåhjärtbladig växtart som beskrevs av Henry John Matthews. Cephalaria sparsipilosa ingår i släktet jätteväddar, och familjen Dipsacaceae. Inga underarter finns listade i Catalogue of Life.